# Alan Wake
Alan Wake er et psykologisk Survival Horror spil, som er blevet udviklet af finske Remedy Entertainment og udgivet af Microsoft Game Studios. Spillet udkom til både Xbox 360 og Pc. Alan Wake er blandt andet inspireret af forfatteren Stephen King samt de amerikanske tv-serier Lost, Twin Peaks og X-Files. Spillet udkom i Danmark den 14. maj 2010 til Xbox 360 og den 2. marts 2012 til PC .